# NGC 2436
NGC 2436 este o galaxie situată în constelația Linxul. A fost descoperită în  de către John Herschel.